# Ethel Sargant

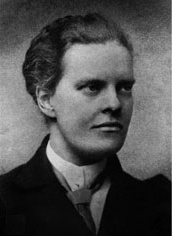
Imagem de Ethel Sargant uma botânica britânica.

Ethel Sargant (28 de outubro de  1863 — 16 de janeiro de 1918)  foi uma botânica britânica.

## Biografia
Ethel,  terceira filha de Henry Sargant e Emma Beale  foi educada no "North London Collegiate School" e, de 1881 até 1885, no  "Girton College" da Universidade de Cambridge.
Depois de alguns anos  passou a fazer trabalhos botânicos, trabalhando, de 1892 até 1893, com Dr. D.H. Scott no Laboratório Jodrell  dos Jardins Botânicos Reais de Kew.  Nos anos seguintes ela se especializou na anatomia das plantas com sementes, dando cursos e conferências na Universidade de Londres em 1907. 
Em 1912, ela estabeleceu-se em  Old Rectory,  Girton, onde foi eleita membro honorário da Girton College em 1913. Em  1913 assumiu também a presidência da seccional de botânica da  Associação Britânica para o Avanço da Ciência,  Birmingham, e a presidência da "Federation of University Women" em 1918.
Durante a Primeira Guerra Mundial, ela organizou o registro das mulheres da universidade que estariam qualificadas para exercer trabalhos de  relevância nacional, controle assumido posteriormente pelo Ministério do Trabalho.